# Machias (hrabstwo Washington)
Machias – jednostka osadnicza w Stanach Zjednoczonych, w stanie Maine, w hrabstwie Washington.